# Петрово-Федоровка
Петро́во-Фе́доровка (рос. Петрово-Фёдоровка, башк. Петрово-Федоровка) — присілок у складі Іглінського району Башкортостану, Росія. Входить до складу Іглінської сільської ради.
Населення — 17 осіб (2010; 17 в 2002).
Національний склад:
- білоруси — 71 %